# Mission impossible (jeu vidéo, 1998)
Pour les articles homonymes, voir Mission impossible.
Mission impossible (en anglais : Mission: Impossible) est un jeu vidéo d'infiltration développé par Infogrames, sorti en 1997 sur Nintendo 64. Il a ensuite été adapté sur PlayStation en 1999. Il s'agit de l'adaptation du film Mission impossible sorti en 1996.

## Système de jeu
Ce jeu, mélangeant tir à la troisième personne et infiltration, consiste en une suite de missions à multiples objectifs, se passant un peu partout dans le monde. Une panoplie de gadgets (facemaker, sarbacane, fumigènes…) sont à la disposition du joueur.
Si les possibilités de gameplay sont peu nombreuses, le jeu laisse une certaine liberté dans l'accomplissement des objectifs.